# Biblioteca de la Universidad de Alicante
La Biblioteca de la Universidad de Alicante (BUA) es un servicio universitario de apoyo a las actividades de docencia e investigación de la Universidad. Alberga varias colecciones singulares, como la biblioteca personal de Russell P. Sebold y la biblioteca madrileña de Mario Benedetti. Se trata de uno de los servicios centrales de la universidad y cuenta con varios puntos de atención distribuidos en su mayoría dentro del Campus Universitario. El edificio de la Biblioteca General, inaugurado en 1997, es uno de los símbolos de la universidad.

## Historia
La Biblioteca nace formalmente con la aprobación en 1985 de los Estatutos de la  Universidad de Alicante, con la denominación de Servicio de Información Bibliográfica y Documental (SIBYD). El nombre oficial fue cambiado en 2015 a Biblioteca Universitaria. 
El embrión de la biblioteca universitaria es bastante anterior, datando del año 1969. En esa fecha se produce la primera donación de libros que el Ministerio de Educación y Ciencia hace al Centro de Estudios Universitarios (CEU), creado en noviembre de 1968. Con la creación de la Universidad de Alicante en 1979, y la fundación de las diferentes facultades y escuelas universitarias, se formaron las distintas bibliotecas de Centro. También es importante reseñar la herencia de la antigua Escuela Universitaria de Formación del Profesorado de EGB, cuyos fondos bibliográficos y archivísticos se incorporaron a la UA. 
A principios de 1988 se aprueba el Reglamento del Servicio de Información Bibliográfica y Documental (SIBYD), que permitió dotar de una estructura, presupuestos y funcionamiento propios al servicio de biblioteca. No obstante, se trataba de un reglamento muy rígido que ralentizó las reformas necesarias en un tiempo de rápida evolución hacia la automatización. La misma se puede decir que comienza en 1992, con la adquisición del programa DOBIS-LIBIS, y genera la necesidad de crear las primeras unidades centrales: Adquisiciones y Catalogación.
En 1997 se inaugura la Biblioteca General, edificio de nueva construcción cuyo objetivo era cubrir la carencia de puestos de estudios para el personal usuario y de espacio para el desarrollo de las funciones de las crecientes Unidades Centrales. Es el punto de partida para la estructura que ha llegado hasta hoy notablemente transformada.

## Estructura
La Biblioteca se estructura como un sistema bibliotecario único, compuesto por Unidades Centrales y Bibliotecas de Centro.
- Las Unidades Centrales son las encargadas de coordinar y apoyar en los procesos técnicos y los servicios que se prestan en las distintas bibliotecas.[5]
- Las Bibliotecas de Centro que componen la Biblioteca de la Universidad de Alicante son (a fecha de 2019):[6]
  - Biblioteca de Ciencias
  - Biblioteca de Derecho
  - Biblioteca de Económicas
  - Biblioteca de Educación
  - Biblioteca de Filosofía y Letras
  - Biblioteca de Geografía
  - Biblioteca Politécnica y de Ciencias de la Salud
- Otros puntos de atención al personal usuario son la Mediateca, el Punto de Formación e Información, la Unidad de Apoyo a la Investigación, el Depósito y el Campus d'Alcoi.

## Colecciones singulares

### Biblioteca personal de Russell P. Sebold
La Universidad de Alicante recibió en 2014 la biblioteca personal del hispanista estadounidense Russell P. Sebold, estudioso de la literatura española del siglo XVIII y XIX. Su biblioteca está compuesta por 6733 ejemplares especializados en su área de investigación.
La colección se encuentra ubicada en la segunda planta de la Biblioteca de Filosofía y Letras, en la Sala de investigadores que lleva su nombre.

### Biblioteca madrileña de Mario Benedetti
El Centro de Estudios Literarios Iberoamericanos Mario Benedetti de la UA alberga la biblioteca que este escritor uruguayo tuvo en Madrid, donada por él mismo a la Universidad en 2006. Mario Benedetti fue nombrado doctor honoris causa por la Universidad de Alicante en 1997.

### Devuélveme la voz
Devuélveme la voz es un proyecto de la Universidad de Alicante para la reconstrucción de nuestra historia por medio de material principalmente radiofónico de Radio París, centrado en los años del Franquismo y la transición democrática.  La intención del proyecto era facilitar a los historiadores contemporáneos una información de difícil acceso por otra vía, y que estaba en peligro de deterioro irreversible, para documentar esta época desde el punto de vista del exilio.

### Otras colecciones de interés especial
La BUA también conserva otras donaciones singulares, como el Fondo Teatral valenciano, donado por Paco Hernández Rodríguez, parte de la biblioteca personal del entrenador español de baloncesto Pedro Ferrándiz y la colección Ermanno Caldera (hispanista italiano). Otra colección singular es la del Fondo Antiguo y de Investigación de la Biblioteca de Educación, que conserva lo que queda de las colecciones de las bibliotecas de las antiguas Escuela Normal, de Maestras y de Maestros de Alicante, desde 1844.

## El edificio de la Biblioteca General
El edificio de la Biblioteca General se trata de una gran obra arquitectónica, por tamaño, ubicación y singularidad. Constituye uno de los símbolos de la UA,aunque haya edificios más reconocidos por su arquitectura. Es una pieza clave de un campus que ha sido señalado por su notable urbanismo y diseño arquitectónico.
Al concurso para su diseño y construcción se presentaron proyectos notables, como el de José María Torres Nadal, autor también del premiado edificio de la Biblioteca Regional de Murcia. No obstante, el ganador fue el proyecto de los arquitectos alicantinos Pedro Palmero y Samuel Torres. Usando sus propias palabras, intentaron diseñar un prisma ingrávido, en el que «el espacio de lectura se entiende como una pieza abstracta, apoyada sobre el terreno natural que se eleva y se modela para dejarla en suspensión permitiendo un acceso desde abajo, canalizado por una luz, que desde el patio ilumina el espacio sombrío debajo de ella». El edificio fue pensado para ser construido de forma rápida y sin grandes costes. 
A los pocos días de su inauguración oficial, el 30 de septiembre de 1997 se produjo la gran riada de Alicante, la peor vivida en la ciudad hasta ahora, que afectó gravemente sus instalaciones y dañó profundamente el archivo universitario, recuperado posteriormente.

## Servicios
Como recoge la Carta de Servicios de la Biblioteca Universitaria, los principales servicios prestados son los propios de una biblioteca universitaria, desde el préstamo y acceso a documentos propios y de otras colecciones para fines de docencia e investigación al acceso de espacios para el estudio, organización de cursos sobre competencias informáticas e informacionales y sobre servicios y recursos de la BUA.
Al igual que otras bibliotecas universitarias de REBIUN, la BUA realizó una apuesta por el acceso abierto a la información científica, mediante la definición de una política institucional al respecto y la creación del respositorio RUA. 

## Localización
Carretera San Vicente del Raspeig s/n

03690 San Vicente del Raspeig - Alicante

Tel. 96 590 3400 - Fax 96 590 3464